# Ameer Fakher Eldin
Ameer Fakher Eldin (* 4. Dezember 1991 in Kiew; teilweise Amir Fakhereldin) ist ein syrischer Filmregisseur, Filmproduzent und Drehbuchautor.

## Karriere
Eldin ist der Sohn syrischer Flüchtlinge von den Golanhöhen und wurde 1991 in Kiew geboren. Seine Eltern gehören zur Ethnie der Drusen, aber Eldin fühlt sich als Syrer. Zunächst veröffentlichte er die Kurzfilme Between Two Deaths (2015) und Voicemail (2017). Darauf folgte 2021 sein Langfilmdebüt The Stranger, das bei den Internationalen Filmfestspiele von Venedig Premiere feierte und den Edipo Re Award erhielt. Außerdem wurde er bei weiteren Festivals für Preise nominiert. Außerdem wurde er von Palästina für den besten internationalen Film für die Oscarverleihung 2022 vorgeschlagen, allerdings nicht in die Shortlist aufgenommen.
Danach veröffentlichte er 2025 den Film Yunan, der bei der Berlinale im Hauptwettbewerb um den Goldenen Bären Premiere feierte. Im Film geht es um den syrischen Flüchtling Munir, der sich mit seinen dunklen Gedanken auf eine Hallig flüchtet und dort eine weise alte Frau kennenlernt. Eldin gab an, dass ein literarischer Abschiedsbrief des Schriftstellers Stefan Zweig ihn zu seinem Film inspiriert habe.

## Filmografie
- 2015: Between Two Deaths (Kurzfilm, Regie, Buch, Produktion)
- 2017: Voicemail (Kurzfilm, Regie, Buch, Produktion)
- 2021: The Stranger (Al Garib; Regie, Buch, Schnitt)
- 2025: Yunan (Regie, Buch)

## Auszeichnungen
- 2021: Internationale Filmfestspiele von Venedig: Edipo Re Award und Nominierung für Bestes Drehbuch für Al Garib
- 2022: Asia-Pacific-Screen-Award-Nominierung in der Kategorie Beste Regie für Al Garib
- 2022: Valencia-International-Filmfestival-Nominierung in der Kategorie Bester Film für Al Garib
- 2025: Berlinale-Nominierung im Hauptwettbewerb um den Goldenen Bären für Yunan
- 2025: Golden-Firebird-Award-Nominerung für Yunan